# Kostadin Angełow
Kostadin Angełow (ur. 9 stycznia 1973) – bułgarski piłkarz oraz trener piłkarski.

## Kariera piłkarska i szkoleniowa
Piłkarską karierę zaczynał w juniorskim zespole CSKA Sofia, jednak nigdy nie zdołał awansować do drużyny seniorskiej. W latach 90. występował w klubach niższych lig: Cardafonie Gabrowo i Widimie-Rakowski Sewliewo, gdzie w wieku dwudziestu dziewięciu lat postanowił zakończyć karierę.
Rozpoczął pracę szkoleniową. W drugoligowej Widimie był asystentem m.in. Płamena Markowa, swojego trenera z czasów gry w Cardofonie i Widimie, a także późniejszego selekcjonera reprezentacji Bułgarii.
W 2006 Angełow samodzielnie objął opiekę nad pierwszym zespołem i już rok później wywalczył z nim awans do ekstraklasy. Jednak przygoda Widimy z I ligą trwała tylko jeden sezon. Po powrocie tego klubu do niższej klasy rozgrywkowej Angełow przyjął propozycję prowadzenia Botewu Płowdiw. W sezonie 2008–2009 uratował go przed spadkiem z ekstraklasy. Mimo to otrzymał wymówienie.
Wyjechał do Indonezji, gdzie prowadził klub Pro Duta Sleman.
Do kraju powrócił w sierpniu 2010; po piątej kolejce sezonu 2010–2011 zmienił Jordana Bozdanskiego na stanowisku trenera Pirinu 1922 Błagojewgrad. Kilka miesięcy później dotarł z nim do półfinału Pucharu Bułgarii. Zespół wyeliminował m.in. Łokomotiw Płowdiw i Kaliakrę Kawarna. W decydującym meczu przegrał jednak w rzutach karnych (6:7) ze Slawią Sofia. W lidze zaś na koniec sezonu 2010–2011 Angełow zajął z nim trzynaste miejsce, ostatnie gwarantujące pozostanie w lidze.
Nie przedłużył jednak kontraktu z Pirinem; kiedy w Widimie-Rakowski Sewliewo zwolniono Dimityra Todorowa, Angełow został nowym trenerem klubu, z którym był związany jako piłkarz i trener.

## Sukcesy
Kariera szkoleniowa
- Widima-Rakowski Sewliewo:
  - awans do ekstraklasy w sezonie 2006–2007
- Pirin 1922 Błagojewgrad:
  - półfinał Pucharu Bułgarii w sezonie 2010–2011